# Lenore Zann

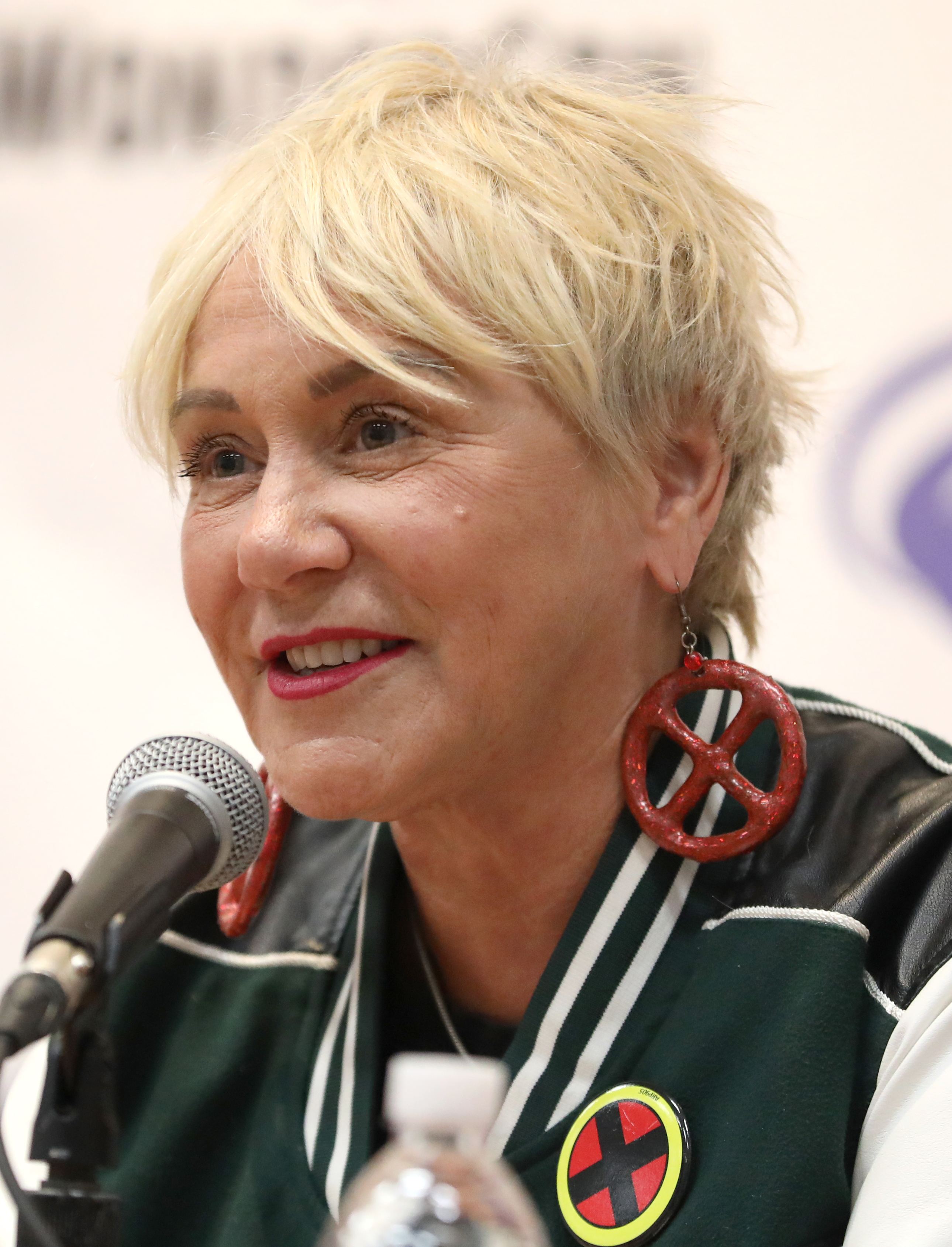
Lenore Zann

Lenore Zann (* 22. November 1959 in Sydney, Australien) ist ein australisch-kanadische Schauspielerin, Synchronsprecherin und Politikerin.

## Früheres Leben und Schauspielkarriere
Lenore Zann wurde als Tochter einer Lehrerin und eines Hochschulprofessors in Australien geboren, wo sie auch die ersten acht Jahre ihres Lebens verbrachte. Ihr Familienname lautete ursprünglich Zaninović und stammte von ihrem Urgroßvater väterlicherseits, einem kroatischen Einwanderer. 1968 zog die Familie aus beruflichen Gründen des Vaters nach Kanada, wo sie zunächst in Regina (Saskatchewan) und später in Truro (Nova Scotia) lebte. Dort machte Zann ihren Schulabschluss am örtlichen Cobequid Educational Centre. Anschließend begann sie ein Studium der Theater- und Politikwissenschaften an der York University in Toronto.
Als Schauspielerin ist Zann seit Anfang der achtziger Jahre aktiv und wirkte im Laufe der Zeit in einer ganzen Reihe von Fernseh- und Filmproduktionen mit. Besonders etablieren konnte sie sich auch als Synchronsprecherin für Trickfilmproduktionen – ihre wohl bekannteste Sprecherrolle hatte sie als Rogue in der Zeichentrickserie X-Men, die sie 2024 auch in der direkten Nachfolgeserie X-Men '97 erneut synchronisierte. Größere Rollen hatte sie auch in den Serien Cadillacs und Dinosaurier (1993–1994), The Avengers – United They Stand (1999–2000) und WordWorld (2009–2011).

## Politisches Wirken
Politisch aktiv ist Zann, die sich stets sehr für den Erhalt von Kunst und Kultur eingesetzt hatte, seit 2009, als sie sich erfolgreich vom Lokalverband der New Democratic Party (NDP) nominieren ließ und im selben Jahr für einen Posten in das Department of Tourism, Culture, and Heritage der Provinz Nova Scotia gewählt wurde. Seither hatte sie einen Sitz im Parlament von Nova Scotia. 2015 bewarb sie sich um den Posten der Vorsitzenden der Nova Scotia NDP, verlor bei der folgenden Wahl 2016 aber gegen den Mitbewerber Garry Burrill.
Im Rahmen der Unterhauswahl 2019 wechselte Zann von der NDP zur Liberale Partei Kanadas, ließ sich als Nachfolgerin für einen frei werdenden Sitz im Parlament von Kanada nominieren und schaffte es, sich erfolgreich gegen drei Mitbewerber durchzusetzen.  Bei der Unterhauswahl 2021 verlor sie ihren Parlamentssitz an den konservativen Gegenkandidaten Stephen Ellis.

## Filme und Serien (Auswahl)
- 1981: Ab in die Ewigkeit (Happy Birthday to me)
- 1994: Nick Knight – Der Vampircop (Forever Knight, Fernsehserie, eine Folge)
- 1995: Rent-a-Kid
- 1996: Hate – Haß (Natural Enemy)
- 1996: Millennium – Fürchte deinen Nächsten wie Dich selbst (Millennium, Fernsehserie, eine Folge)
- 1999: Lexx – The Dark Zone (Lexx, Fernsehserie, eine Folge)
- 2001: Police Academy (Police Academy: The Series, Fernsehserie, eine Folge)
- 2003: Andromeda (Fernsehserie, eine Folge)
- 2004: Law & Order (Fernsehserie, eine Folge)
- 2004: Kingdom Hospital (Fernsehserie, zwei Folgen)
- 2008: The L Word – Wenn Frauen Frauen lieben (The L World, Fernsehserie, eine Folge)

## Synchronarbeiten (Auswahl)
- 1992–1997: X-Men (X-Men: The Animated Series, Fernsehserie, 68 Folgen)
- 1993–1994: Cadillacs und Dinosaurier (Cadillacs and Dinosaurs, Fernsehserie, 13 Folgen)
- 1994: RoboCop (RoboCop: The Series, Fernsehserie, eine Folge)
- 1995: New Spider-Man (Spider-Man: The Animated Series, Fernsehserie, zwei Folgen)
- 1999–2000: The Avengers – United They Stand (Fernsehserie, 13 Folgen)
- 2001–2005: Dragon Tales (Fernsehserie, zwei Folgen)
- 2003: Die Mumie – Das Geheimnis der Mumie (The Mummy, Fernsehserie, vier Folgen)
- 2003–2004: MegaMan NT Warrior (Fernsehserie, 33 Folgen)
- 2006–2008: Teenage Mutant Ninja Turtles (Fernsehserie, 10 Folgen)
- 2009–2011: WordWorld (Fernsehserie, 34 Folgen)
- seit 2024: X-Men '97 (Fernsehserie, acht Folgen)